# Embajada de España en Rusia

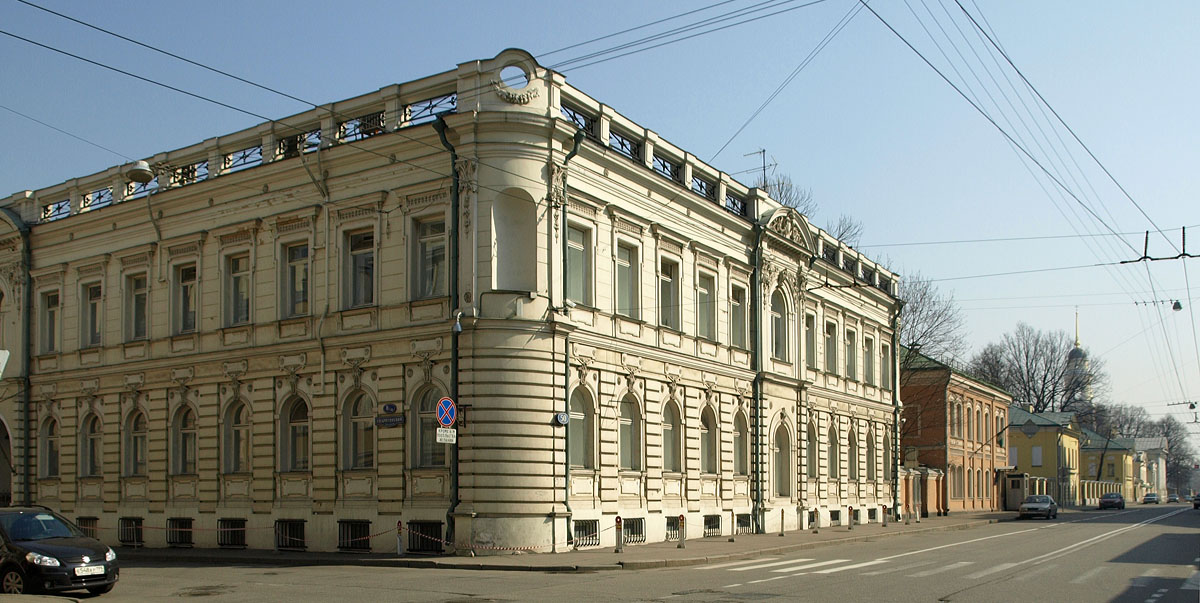
Aspecto exterior de la embajada antes de ser restaurada.

La Embajada de España en Rusia es la misión diplomática del Reino de España en la Federación Rusa. Se encuentra en el número 50 de la calle Bolshaya Nikitskaya (del ruso: ул. Большая Никитская, 50), en el distrito de Presnensky, en Moscú.
El actual embajador es Marcos Gómez Martínez